# Ostracion immaculatus
Ostracion immaculatus är en art i familjen koffertfiskar som blir maximalt 25 cm och förekommer i västra Stilla havet.